# Cocoravallei

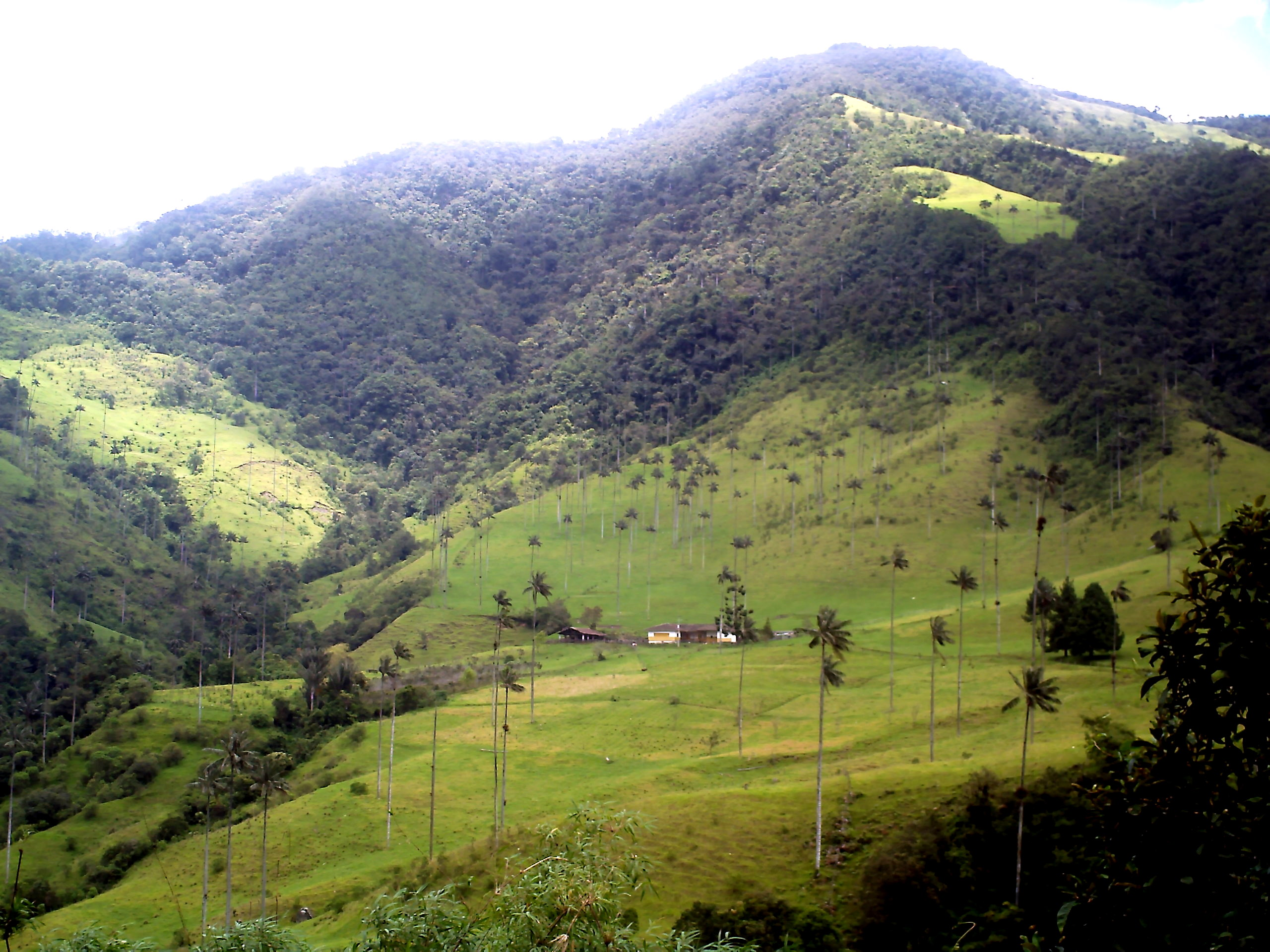
Zicht op de Cocoravallei

De Cocoravallei (Spaans: Valle de Cocora) is een vallei gelegen in het departement Quindío in Colombia. De vallei, die in de Cordillera Central ligt, maakt deel uit van het Nationaal natuurpark Los Nevados. Hier komt de nationale boom van Colombia, de Ceroxylon quindiuense of waspalm veelvuldig voor. De vallei, die in het Andesgebergte ligt, is rijk aan meer flora en fauna, veel daarvan is met uitsterven bedreigd. De Cocoravallei maakt deel uit van een natuurpark, ingericht om de biodiversiteit te beschermen. De vallei is te bereiken per jeep vanuit het nabijgelegen toeristische stadje Salento.

## Etymologie
Cocora was de naam van een quimbayaprinses, dochter van de cacique Acaime, wier naam ster van het water betekent. De vallei kent veel regenval.

## Ligging
De Cocoravallei bevindt zich in de bovenloop van de rivier de Quindío waar het departement zijn naam aan te danken heeft. De vallei, ongeveer 24 kilometer ten noordoosten van de stad Armenia ligt op een hoogte van 1800 tot 2400 meter. Om de bijzondere waspalmen en de andere endemische soorten van de vallei te beschermen, werd op 16 september 1985 het gebied tot natuurlijk heiligdom verklaard door de toenmalige president Belisario Betancur.
De westelijke Pacifische winden hebben geen invloed op de vallei door de bescherming van de meer naar het westen gelegen gebergten. Dit zorgt voor een vochtig klimaat in de vallei waardoor een uniek ecosysteem van nevelbos is ontstaan. Het regent er bijna dagelijks en de gemiddelde jaartemperatuur is in de niet ver van de evenaar gelegen vallei slechts 15°C, met een maximum van 25°C en minimumtemperaturen tot onder het vriespunt.

## Toerisme
In het bos van de Cocoravallei groeien de hoogste waspalmen ter wereld. Wandelen, paardrijden en glamping zijn mogelijk in het bos. Vijf kilometer ten oosten van de Cocoravallei bevindt zich het nationaal reservaat Acaime.

## Flora en fauna

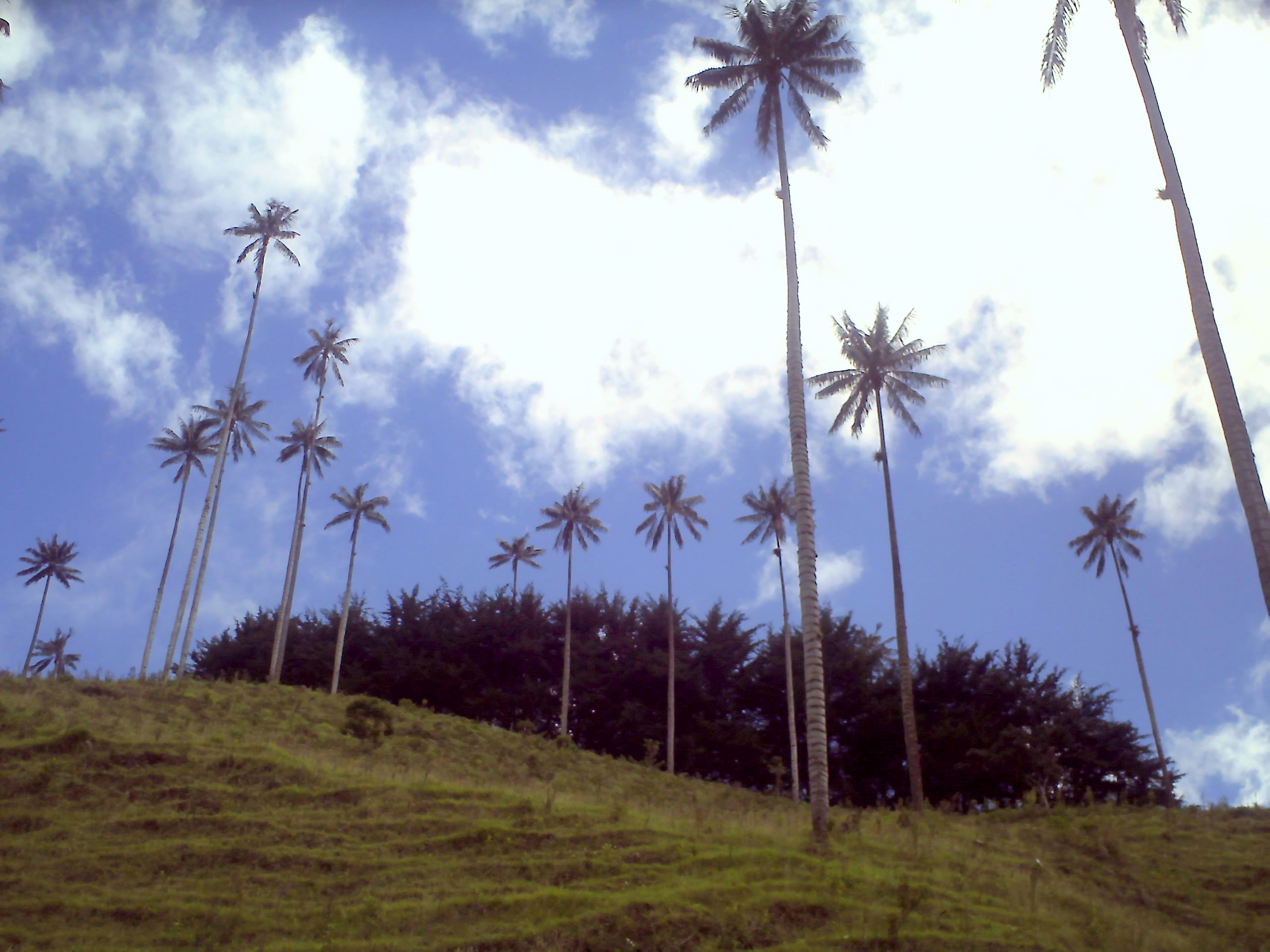
Waspalmen

De Cocoravallei herbergt de grootste populatie waspalmen. Verdere flora en fauna die in de vallei voorkomen zijn:

### Flora
- Dissocarpus rospigliosi
- Tibouchina lepidota
- Weinmannia tomentosa
- arnica
- frailejón (espeletia)
- puya

### Fauna
- bergtapir (Tapirus pinchaque)
- brilbeer (Tremarctos ornatus)
- poema (Puma concolor)
- geeloorparkiet (Ognorhynchus icterotis)
- zwartsnaveltoekan (Andigena nigrirostris)
- Andessjakohoen (Penelope montagnii)
- Andescondor (Vultur gryphus)
- kolibrie (Trochilidae)